# Halopeplis pygmaea
Halopeplis pygmaea är en amarantväxtart som först beskrevs av Pall., och fick sitt nu gällande namn av Aleksandr Andrejevitj Bunge och Ung.-sternb. Halopeplis pygmaea ingår i släktet Halopeplis och familjen amarantväxter. Inga underarter finns listade i Catalogue of Life.